# فرودگاه هواهین–فاره

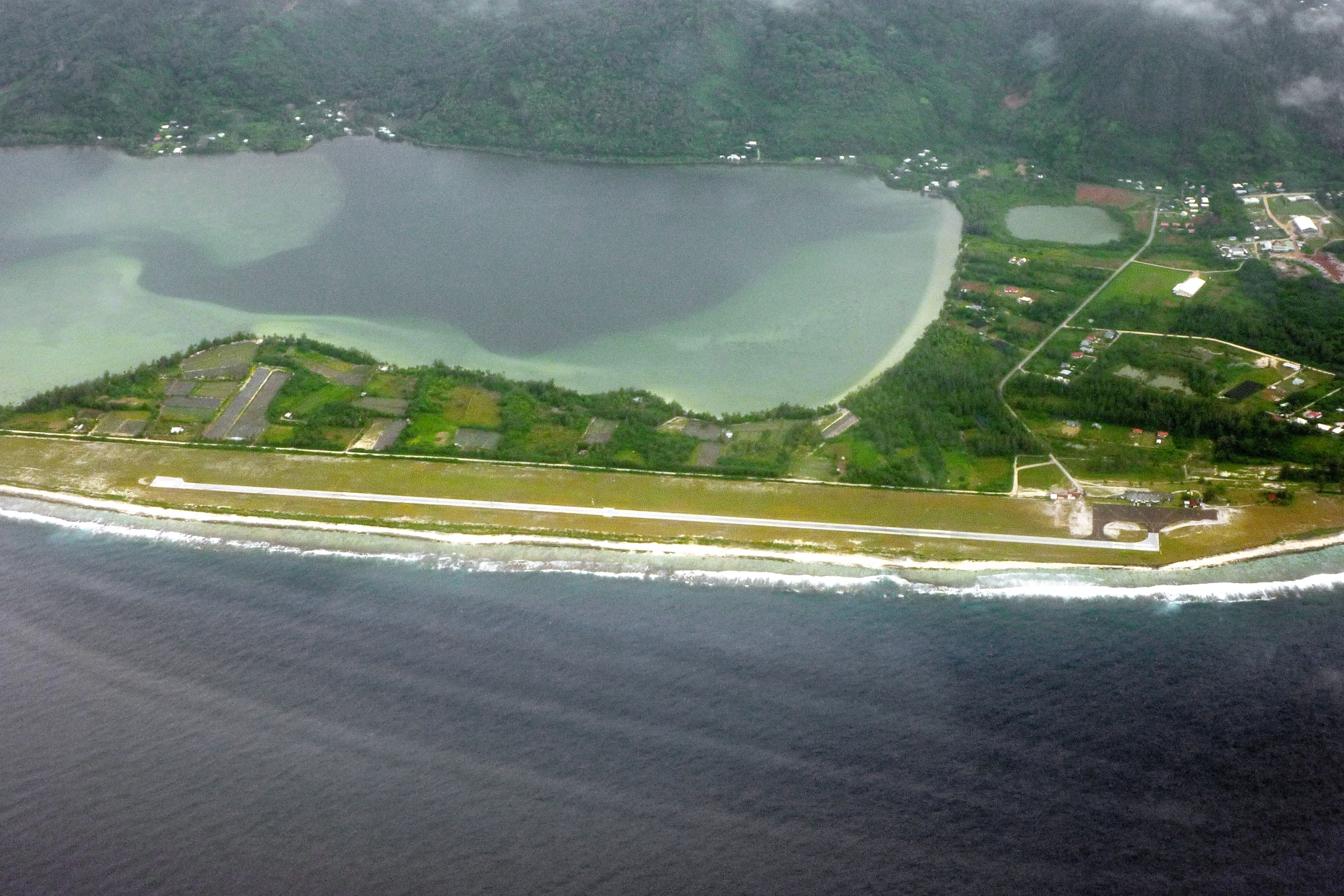
فرودگاه هواهین–فر

فرودگاه هواهین–فاره (به انگلیسی: Huahine – Fare Airport) یک فرودگاه با کد یاتا HUH است که یک باند فرود آسفالت دارد و طول باند آن ۱۵۰۰ متر است. این فرودگاه در کشور پلی‌نزی فرانسه قرار دارد .

## شرکت‌های هواپیمایی و مقصدهای پروازی

### مسافری
| شرکت‌های هواپیمایی | مقصدهای پروازی |
| ----------------- | -------------- |
| ایر تاهیتی        | فاآ، رانگیروا  |